# Václav (film)
Václav je český film z roku 2007 režírovaný Jiřím Vejdělkem. Titulní roli ztvárnil Ivan Trojan, který za ni byl oceněn Českým lvem v kategorii nejlepší mužský herecký výkon v hlavní roli. Ve vedlejších rolích se představili např. Jiří Lábus, Emília Vášáryová, Soňa Norisová či Jan Budař, který obdržel za roli Františka Českého lva pro nejlepšího herce ve vedlejší roli.

## Děj
Děj filmu se odehrává ve vesnickém prostředí. Hlavní postava je muž středního věku jménem Václav Vingl (Ivan Trojan), který žije v domě se svou nemocnou matkou (Emília Vášáryová). Okolí jej vnímá jako problematického hlupáka a šaška. I přesto, že je Václavovi asi 40 let, chová se dětinsky a svým problematickým chováním obtěžuje své okolí a přidělává starosti matce.
Václav pracuje v JZD, kde pracuje jako řidič traktoru i jeho bratr František (Jan Budař). František se k Václavovi nechová přátelsky. František se snaží přesvědčit matku, aby Václava dala do ústavu. Ta však odmítá a i přes mnohé útrapy, které ji Václav přináší (např. když Václav dostane za úkol vymalovat kancelář v JZD, celou ji vystříká barvou včetně nábytku a oken), se o něj chce starat. Václav se později zamiluje do bratrovy milenky Lídy (Soňa Norisová), kvůli které si ještě více znepřátelí svého bratra. Jejich nepřátelství vyvrcholí v okamžiku, kdy na Františka Václav vystřelí. Za to skončí ve vězení, kde se stává obětí tělesného týrání spoluvězni a psychického nátlaku ze strany zesnulého otce, který se mu zjevuje. Epilog v závěru informuje, že Václav byl propuštěn po čtyřech měsících a dvanácti dnech díky milosti udělené prezidentem republiky.

## Herecké obsazení
- Ivan Trojan ..... Václav Vingl
- Emília Vášáryová ..... Václavova matka
- Jan Budař ..... František Vingl
- Petra Špalková ..... Majka, Františkova manželka
- Soňa Norisová ..... Lída
- Martina Delišová ..... Václavova matka v mládí
- Martin Pechlát ..... Václavův otec
- Gregor Bauer ..... malý Václav
- Hynek Bečka ..... malý František
- Jiří Lábus ..... starosta
- Jan Vlasák ..... noční hlídač Pilecký
- Zuzana Kronerová ..... hostinská
- Vladimír Javorský ..... policista Jarda
- Josef Polášek ..... pošťák